# Bürgewald Steinheide
Koordinaten: 50° 53′ 24″ N, 6° 37′ 26″ O
Das Naturschutzgebiet Bürgewald Steinheide liegt auf dem Gebiet der Städte Elsdorf und Kerpen im Rhein-Erft-Kreis in Nordrhein-Westfalen es war früher ein Teil des viel größeren Bürgewalds. Für Elsdorf und Kerpen ist seit 1993 ein 192,11 ha großes Gebiet unter der Kenn-Nummer BM-028 als Naturschutzgebiet ausgewiesen. 

## Beschreibung
Die Unterschutzstellung erfolgt zur Erhaltung und zur Wiederherstellung von Lebensgemeinschaften und Biotopen bestimmter wildlebender Tier- und Pflanzenarten. Das Gebiet erstreckt sich nordwestlich der Kernstadt Kerpen und östlich von Manheim, einem Stadtteil von Kerpen. Im südöstlichen Bereich verläuft die A 4, nördlich und östlich verläuft die B 477. Östlich erstreckt sich das 287,08 ha große Naturschutzgebiet Bürgewald Dickbusch und Lörsfelder Busch. Gemeinsam gehören sie zum FFH-Gebiet Dickbusch, Loersfelder Busch, Steinheide" (DE-5105-301). Im westlichen Bereich liegt im NSG wie eine Insel die Kartbahn Erftlandring. Eine 71 ha große Teilfläche gehört heute der NRW-Stiftung. Diese bekam die Fläche als Teil des Nationalen Naturerbes kostenlos von Bund übertragen. Vorher war diese Fläche lange eine Abschussbasis für Pershing I&II-Raketen.

## Bedeutung
Im Gebiet kommen Vogelarten wie Hohltaube, Schwarzspecht, Buntspecht und Mittelspecht vor. Es gibt die Fledermausarten Großes Mausohr, Große Bartfledermaus, Kleiner Abendsegler und Bechsteinfledermaus.